# Aéroport de Swift Current
L'aéroport de Swift Current est un aéroport situé en Saskatchewan, au Canada.